# Yellowhead Pass
Der Yellowhead Pass ist ein Pass über die Nordamerikanische kontinentale Wasserscheide in den kanadischen Rocky Mountains. Er liegt an der Grenze zwischen den Provinzen Alberta und British Columbia im Jasper-Nationalpark und im Mount Robson Provinzpark. Der Pass sowie der in der Nähe liegende Yellowhead Lake sind nach Pierre Bostonais benannt, einem blondhaarigen Métis-Trapper mit dem Spitznamen Tête Jaune (französisch für „Blondschopf“ bzw. „Yellowhead“). Auf Grund der vielen Häute die zur Zeit der Trapper über den Pass transportiert wurden, war er auch als Leather Pass bekannt.
Im Vergleich zu dem umgebenden Gebirge, das teilweise eine Höhe von über 3000 Metern erreicht, ist die Passhöhe mit 1131 Metern relativ niedrig. Die Steigung ist auf beiden Seiten moderat, der Anstieg ist gleichmäßig auf jeweils eine längere Strecke verteilt. Bei der Planung der ersten transkontinentalen Strecke der Canadian Pacific Railway empfahl deshalb der beauftragte Ingenieur, Sandford Fleming, in seinen Ausarbeitungen im Jahr 1870 den Yellowhead Pass als Gebirgsübergang. Die Entscheidung fiel jedoch wegen der kürzeren Wegstrecke trotz eines schwierigeren Geländes zugunsten des weiter südlichen Kicking Horse Passes. 
Als zweite transkontinentale Eisenbahnverbindung wurde in den Jahren von 1907 bis 1914 die weiter nördlich gelegene Grand Trunk Pacific Railway gebaut. Sie verläuft über den Yellowhead Pass als Gebirgsübergang und verbindet Edmonton mit der Hafenstadt Prince Rupert. Diese Strecke wird heute von der Canadian National Railway betrieben. Über den Pass führt auch der Yellowhead Highway. 
Unter dem Namen Yellowhead Pass National Historic Site of Canada wurde der Pass am 12. Dezember 2008 in das Verzeichnis der National Historic Site of Canada aufgenommen.